# 1501 w sztukach plastycznych

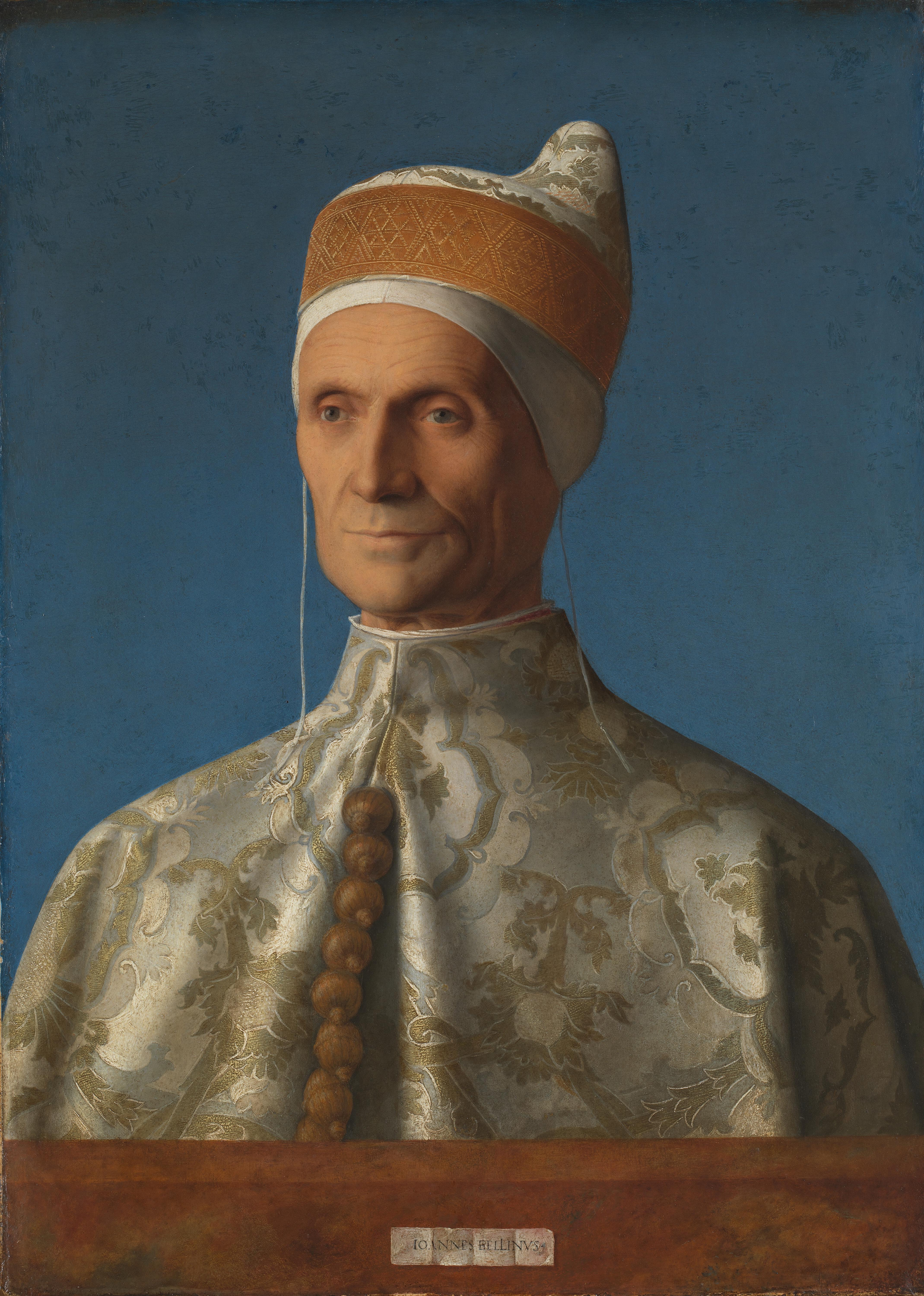
Giovanni Bellini, portret doży Leonarda Loredana

Wydarzenia w sztukach plastycznych i wizualnych w 1501 roku.

## Urodzili się
- Girolamo da Carpi, włoski malarz[1].

## Zmarli
- Bartolomeo di Giovanni, włoski malarz[2].